# Operação Charly

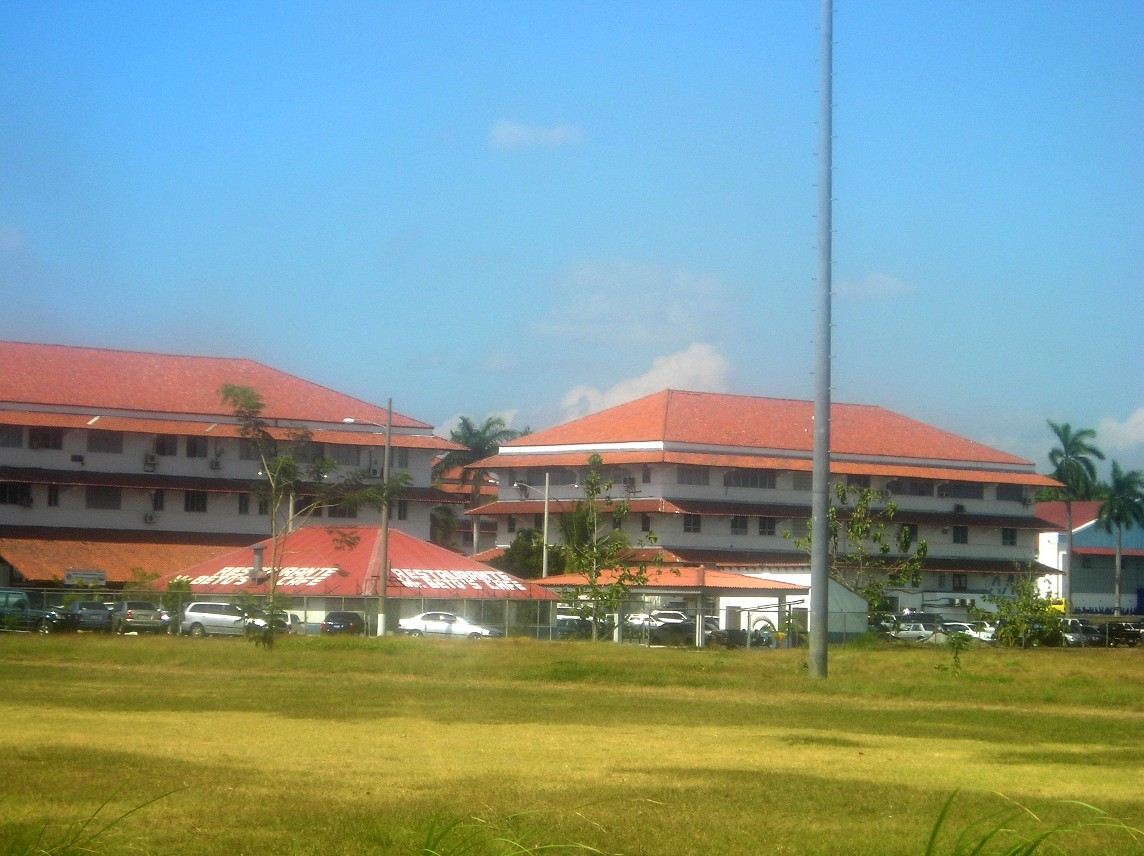
Edifícios utilizados pela Escola das Américas no Panamá

A Operação Charly foi uma operação militar clandestina do Exército Argentino, em coordenação com o Exército dos Estados Unidos, para implementar na América Central os métodos repressivos ilegais utilizados na guerra suja na Argentina

## A exportação do métodoargentinopara a América Central
A partir de 1979 o regime militar argentino comprometeu-se ativamente em desenvolver a guerra suja na América Central, capacitando forças militares e paramilitares de contra-insurgência na Nicarágua, Honduras, El Salvador e a Guatemala, e exportando a experiência argentina.
Os militares argentinos começaram a realizar operações encobertas que a CIA já não podia realizar sob a administração democrata do presidente James E. Carter e, em sintonia com os grupos mais conservadores norte-americanos, começaram a proclamar que os Estados Unidos deixaram inerme o hemisfério frente ao comunismo e que eles deviam cumprir esse papel.
O Operativo América Central foi executado a partir do grupo de militares que já agiam na Operação Condor. A jornalista norte-americana Martha Honey sustém no seu livro sobre a política norte-americana na América Central que:
| “ | Tendo aperfeiçoado brutalmente as técnicas de controlo social no seu país, as forças armadas argentinas estavam prontas, por volta de 1980, para exportar estas habilidades para ajudar a vencer a insurgência comunista em El Salvador e a Guatemala e deter os sandinistas na Nicarágua. | ” |

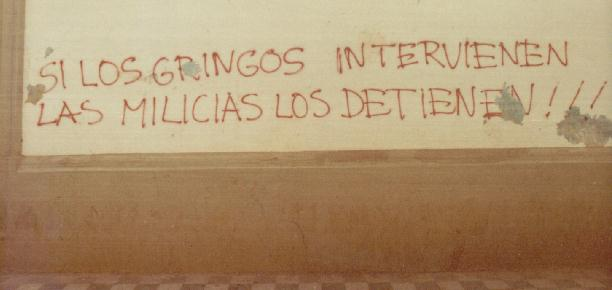
Graffiti na Nicarágua, 1980.

Em 1979, ocorreu o triunfo da Frente Sandinista na Nicarágua. Esse mesmo ano, em Novembro, o presidente da Junta Militar argentina, o general Viola, expôs frente da XIII Conferência de Exércitos Americanos realizada em Bogotá, um plano de latino-americanização do modelo terrorista estatal.
Mas seria primariamente o general Galtieri quem, em consonância com o triunfo de Ronald Reagan nos Estados Unidos, levaria a Argentina a se comprometer plenamente na Guerra Suja Centro-americana, sob os lineamentos estratégicos norte-americanos. Galtieri apresentava como um valor a sua capacidade para levar a guerra suja até as últimas conseqüências, tanto militar, quanto política e culturalmente.
A peça central do plano de Reagan para a América Central foi o pacto com a Junta Militar argentina. Leslie Gelb, jornalista do New York Times explica: 
| “ | Pelo pacto, a Argentina seria responsável, com fundos e inteligência norte-americanos, pelo ataque do fluxo de apetrechos que iam través da Nicarágua para El Salvador e a Guatemala". | ” |

As atividades encobertas foram distribuídas de acordo com o seguinte esquema: os Estados Unidos achegavam o dinheiro e a equipa necessária; Argentina enviava instrutores com experiência na guerra suja própria; e Honduras permitia o uso do seu território para treino dos contras e as bases de ataque a Nicarágua. O nome em código utilizado foi Operação Charlie.
A guerra suja na América Central e o apoio norte-americano fortaleceu internamente o general Galtieri, quem em Dezembro de 1981, num golpe palaciano, deslocou do poder ao general Viola, questionado, assim como Videla, pelas boas relações que a ditadura militar argentina mantivera até então com a União Soviética. Nesse contexto, aos poucos dias antes de assumir como presidente da Junta Militar, Galtieri expôs num curto discurso pronunciado em Miami, a decisão do governo militar argentino de se tornar num aliado incondicional dos Estados Unidos na luta mundial contra o comunismo:
| “ | A Argentina e os EUA marcharão juntas na guerra ideológica que está começando no mundo" | ” |

Paradoxalmente, num ato nunca devidamente aclarado, foi Galtieri quem poucos meses depois, a 2 de Abril de 1982, invadiu as ilhas Malvinas sob domínio da Grã-Bretanha, principal aliado dos EUA, governada ademais por Margaret Thatcher quem naquele tempo constituía uma sócia estratégica do presidente Reagan.
A partir de 1979 os militares argentinos estabeleceram centros de atividade militar encoberta no Panamá, Costa Rica, El Salvador, Honduras, Guatemala, e Nicarágua. Em Honduras, por exemplo, os esquadrões da morte que começaram a agir em 1980, eram atribuídos à importação do «método argentino».
A princípios de 1982 Estados Unidos e a ditadura argentina planearam a criação de um grande exército latino-americano, que seria liderado por um militar argentino, com o objetivo inicial de desembarcar em El Salvador e empurrar os revolucionários para Honduras onde seriam exterminados, para depois invadir a Nicarágua e aniquilar os sandinistas. A operação seria amparada por um redesenho do Tratado Interamericano de Assistência Recíproca (TIAR).
Os militares e agentes argentinos tornaram-se notavelmente visíveis a partir de 1981 em toda a América Central. Já durante a Guerra das Malvinas (que marcou o final da sociedade entre os militares argentinos e os setores duros dos EUA) ocorreu o escândalo internacional do agente argentino Francés Garcia, cujo verdadeiro nome era Estanislao Valdez, ex repressor do Centro clandestino de detenção estabelecido na Costa Rica, sequestrado aparentemente pelos grupos sandinistas e logo desaparecido, ao aparecer num extenso vídeo na TV explicando com todos os detalhes as operações encobertas de argentinos e norte-americanos na América Central. Honey conta que Valdez era qualificado pelos militares centro-americanos, com certa admiração, de ter "uma mentalidade gorila completamente criminal".
A invasão das Malvinas pôs fim à intervenção argentina na América Central, mas a Guerra Suja na região continuou até bem entrada a década de 1990 com um saldo de centos de milheiros de desaparecidos.